# Municipio de Little River (condado de Poinsett)
El municipio de Little River (en inglés: Little River Township) es un municipio ubicado en el condado de Poinsett en el estado estadounidense de Arkansas. En el año 2010 tenía una población de 3779 habitantes y una densidad poblacional de 14,54 personas por km².

## Geografía
El municipio de Little River se encuentra ubicado en las coordenadas 35°30′22″N 90°28′2″O / 35.50611, -90.46722. Según la Oficina del Censo de los Estados Unidos, el municipio tiene una superficie total de 259.85 km², de la cual 257,19 km² corresponden a tierra firme y (1,02 %) 2,65 km² es agua.

## Demografía
Según el censo de 2010, había 3779 personas residiendo en el municipio de Little River. La densidad de población era de 14,54 hab./km². De los 3779 habitantes, el municipio de Little River estaba compuesto por el 76,79 % blancos, el 20,83 % eran afroamericanos, el 0,08 % eran amerindios, el 0,05 % eran asiáticos, el 0,85 % eran de otras razas y el 1,4 % eran de una mezcla de razas. Del total de la población el 1,77 % eran hispanos o latinos de cualquier raza.